# Eleanor Rosch

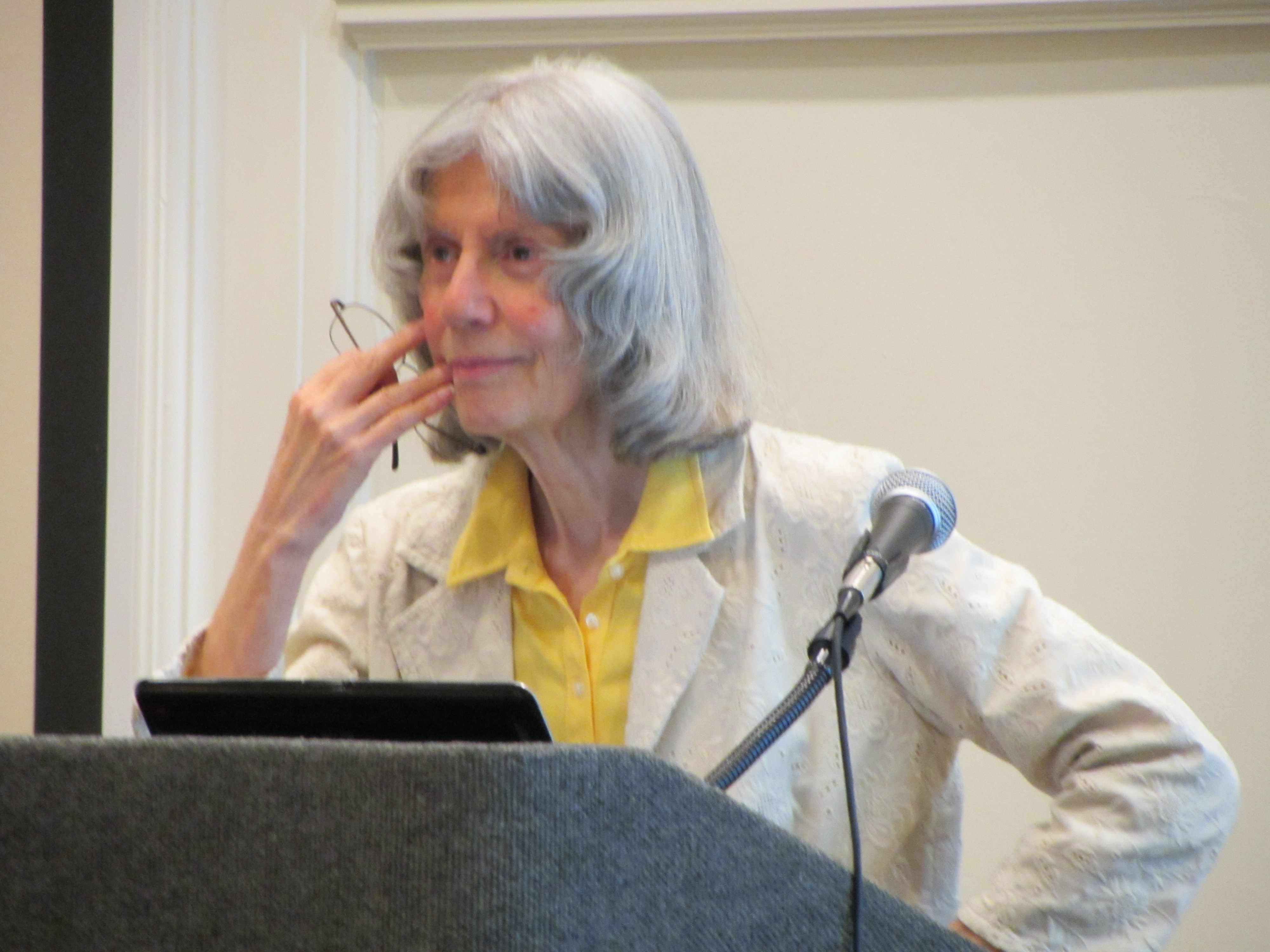
Eleanor Rosch (2012)

Eleanor Rosch Heider (* 9. Juli 1938 in New York) ist eine US-amerikanische Psychologin und Professorin für Kognitionspsychologie an der University of California, Berkeley.

## Leben
Eleanor Rosch erhielt ihren Doktortitel (Ph.D.) 1969 von der Harvard University. Sie und ihre Mitarbeiter trugen 1976 psychologische Belege für die Annahme einer Ebene von Basisbegriffen vor. Mit ihrer Prototypentheorie verband sie psychologische und linguistische Forschungsergebnisse und förderte die Entwicklung der Prototypensemantik. Eleanor Rosch fand heraus, dass Menschen bei der Kategorisierung von Objekten des alltäglichen Lebens weniger nach abstrakten Kriterien vorgehen, sondern sich vielmehr an repräsentativen Vertretern (Prototypen) orientieren.
So erfüllen beispielsweise Pinguine, Kolibris und Emus das Kriterium „hat Federn“, wodurch sie als Vögel kategorisiert werden können. Intuitiv jedoch kategorisieren Menschen eher nach der Nähe zum prototypischen Vertreter dieser Kategorie, also z. B. einer Amsel oder Taube.
Da dieser Abstand zum Prototyp variiert, kann man neben einer binären Mitgliedschaft (gehört zur Kategorie oder nicht) also auch eine graduelle Zugehörigkeit zu einer Kategorie beschreiben (Forelle ist ein gutes Beispiel für die Kategorie „Fisch“; Aale sind dahingegen eher „schlechte“ Vertreter).

## Veröffentlichungen (Auswahl)
- mit Francisco J. Varela und Evan Thompson: Der mittlere Weg der Erkenntnis: die Beziehung von Ich und Welt in der Kognitionswissenschaft – der Brückenschlag zwischen wissenschaftlicher Theorie und menschlicher Erfahrung. Goldmann, München 1995, ISBN 3-442-12514-6.